# Anna Szuster-Kowalewicz
Anna Dorota Szuster-Kowalewicz, również Anna Szuster (ur. 16 listopada 1955) − polska psycholożka, doktor habilitowana, pracowniczka naukowa Wydziału Psychologii Uniwersytetu Warszawskiego, członkini Katedry Psychologii Społecznej. Zajmuje się osobowościowymi uwarunkowaniami pozaosobistego zaangażowania − orientacjami prospołecznymi, regulacyjną rola standardów poza-Ja w kształtowaniu otwartości na innych oraz kryteriami wartościowania innych.

## Kariera naukowa
Studia wyższe ukończyła w 1979 na Wydziale Psychologii Uniwersytetu Warszawskiego i z tą uczelnią związała swoją karierę. W 1986 uzyskała stopień doktora nauk humanistycznych w zakresie psychologii ze specjalnością psychologia społeczna. Promotorką pracy doktorskiej była Maria Jarymowicz. Na tym samym wydziale w 2005 uzyskała stopień doktor habilitowanej za rozprawę pt. W poszukiwaniu źródeł i uwarunkowań ludzkiego altruizmu. Od 2007 roku jest profesorką nadzwyczajną na Wydziale Psychologii UW.
Od 2008 do 2016 była prodziekanką Wydziału Psychologii UW.

## Nagrody
W 2003 otrzymała nagrodę zespołową Rektora UW II stopnia za osiągnięcia naukowe (nagrodzona zespołowa publikacja red. M. Lewicka, J. Grzelak Jednostka i społeczeństwo), w 2006 nagrodę indywidualną Rektora I stopnia za pracę W poszukiwaniu źródeł i uwarunkowań ludzkiego altruizmu, a w 2008 nagrodę zespołową Rektora I stopnia za pracę zbiorową O różnych obliczach altruizmu. 

## Wybrane publikacje
- Codol, J-P., Jarymowicz, M., Kamińska-Feldman, M., Szuster, A. (1989). Asymmetry in estimation of interpersonal distance and identity differentiation. European Journal of Social Psychology, 19, 11-22.
- Szuster, A. (1993). The asymmetry effect in Me-We-Others distance rating and manifestations of exocentric involvement, W: M. Jarymowicz (red.), To know self – to understand others (s. 85-97). Delft: Eburon.
- Szuster, A.(1993). Cognitive self-distinctness and the asymmetry effect In Me-We-Others distance rating, W: M. Jarymowicz (red.), To know self- to understand others (s.35 -50). Delft: Eburon.
- Szuster, A. (2002). Orientacje prospołeczne a preferowanie wartości (w kategoryzacji Shaloma Schwartza), W: M. Lewicka, J.Ł. Grzelak (red.), Jednostka i społeczeństwo: podejście psychologiczne (s. 199-215). Gdańsk: Gdańskie Wydawnictwo Psychologiczne.
- Szuster, A. (2005). W poszukiwaniu źródeł i uwarunkowań ludzkiego altruizmu. Warszawa: Wydawnictwo Instytutu Psychologii PAN.
- Karwowska, D., Szuster, A. (2006). O niektórych właściwościach indywidualnych ograniczających wpływ nieświadomego afektu. W: R.K. Ohme (red.), Nieuświadomiony afekt (s. 219-230). Gdańsk: GWP..
- Rutkowska, D. Szuster, A. (red.), (2008). O różnych obliczach altruizmu. Warszawa: Wyd. Scholar.
- Szuster, A. (2008). O roli standardów poza-JA w antycypacji zachowań i ocen zachowań innych ludzi. W: W. Ciarkowska, W. Oniszczenko (red.), Szkice z psychologii różnic indywidualnych. Warszawa: Wyd. Scholar.[4]